# ファスト・ボーイ/リキッド・リップス
『ファスト・ボーイ/リキッド・リップス』(Fast Boy/Liquid Lips)はイギリスのロックバンド、ブルートーンズの両A面シングル。『ルクセンブルク』からの先行シングルとして、全英25位を記録。
マーク・モリスは、『ファスト・ボーイ』について「ヴェルヴェット・アンダーグラウンドの『僕は待ち人』やエリック・クラプトンの『コカイン』らに続く新世紀のドラッグ・ソング」と語っている。また、カップリングの『ビート・オン・ザ・ブラット』はラモーンズ、『ムーヴ・クローサー』はフィリス・ネルソンという女性シンガーのそれぞれカバー曲である。

## 収録曲
- CD1

1. Fast Boy
2. Liquid Lips
3. Beat on the Brat

- CD2

1. Fast Boy
2. Liquid Lips
3. Move Closer

- 7"

1. Fast Boy
2. Liquid Lips